# Diversidad sexual en Tokelau
Las personas lesbianas, gays, bisexuales y transgénero (LGBT) en Tokelau enfrentan desafíos legales que no experimentan los residentes no LGBT. Tanto la actividad sexual masculina como femenina entre personas del mismo sexo son legales en Tokelau, pero las parejas del mismo sexo y los hogares encabezados por parejas del mismo sexo no son elegibles para recibir las mismas protecciones legales disponibles para las parejas heterosexuales.

## Historia
Tokelau, al igual que Samoa, las Islas Cook, Nueva Zelanda, Niue y otros estados polinesios, posee una población tradicional y cultural de tercer género. Estas personas se conocen en Tokelau como fakafāfine. A los fakafāfine se les asigna el género masculino al nacer, pero se visten, actúan y se comportan como mujeres. Las personas que viven según este rol de género han sido tradicionalmente aceptadas por la sociedad de Tokelau.

## Ley sobre la actividad sexual entre personas del mismo sexo
La actividad sexual entre personas del mismo sexo es legal en Tokelau desde 2003 según las «Normas sobre delitos, procedimiento y pruebas de 2003». Antes de eso, la actividad homosexual masculina era ilegal según los artículos 170 y 171 de la «Ley de Niue de 1966», ampliada a Tokelau por el «Reglamento sobre delitos de las Islas Tokelau de 1975».

## Reconocimiento de las relaciones entre personas del mismo sexo
Las uniones entre personas del mismo sexo no están reconocidas (aunque sí en Nueva Zelanda). La ley de Tokelau no prohíbe explícitamente el matrimonio entre personas del mismo sexo, pero generalmente asume que las partes son hombres y mujeres. La Constitución de Tokelau establece lo siguiente:
- En español: La familia es la base de la nación, y el enfoque positivo que utilizamos para criar a nuestras familias será la base para tomar decisiones nacionales.
- En inglés: The family is the basis of the nation, and the positive approach we use for the raising of our families shall be the basis for making national decisions.
- En tokelauano: Ko te kāiga, ko te fatu ia o to matou atunuku, ma ko nā faiga gali e atiake ai o matou kāiga, e fakaaogā e kimatou kē fatu ai nā faigātonu a te atunuku.

## Condiciones de vida
Al igual que en el resto de la Polinesia, las muestras abiertas de afecto entre parejas, independientemente de su orientación sexual, pueden resultar ofensivas.